# 11e régiment de voltigeurs de la Garde impériale

Le 11e Voltigeurs de la garde est un régiment français des guerres napoléoniennes. Il fait partie de la Jeune Garde

## Historique du régiment
- 1813 - Créé et nommé 11e régiment de Voltigeurs de la garde impériale
- 1814 - Dissout.

## Chef de corps
- 1813 : Guillaume-Joseph de Penguern

## Batailles
Ce sont les batailles principales où fut engagé très activement le régiment. Il participa évidemment à plusieurs autres batailles, surtout en 1814.
- 1813 : Campagne d'Allemagne
  - Dresde
  - 16-19 octobre : Bataille de Leipzig
- 1814 : Campagne de France
  - Meaux,
  - Laon,
  - Arcis-sur-Aube,
  - Soissons
  - Paris